# Xylodromus
Xylodromus — род стафилинид из подсемейства Omaliinae.

## Описание
Второй сегмент усиков почти равен по толщине первому; предпоследние сегменты усиков поперечные. Тело с параллельными боками.

## Систематика
К роду относятся:
- вид: Xylodromus affinis (Gerhardt, 1877)
- вид: Xylodromus concinnus (Marsham, 1802)
- вид: Xylodromus depressus (Gravenhorst, 1802)
- вид: Xylodromus fleischeri Lokay, 1917
- вид: Xylodromus noricus Gistel, 1857
- вид: Xylodromus sassuchini Kirshenblat, 1936
- вид: Xylodromus testaceus (Erichson, 1840)
- вид: Xylodromus uralensis Kirshenblat, 1936